# Склерофіти

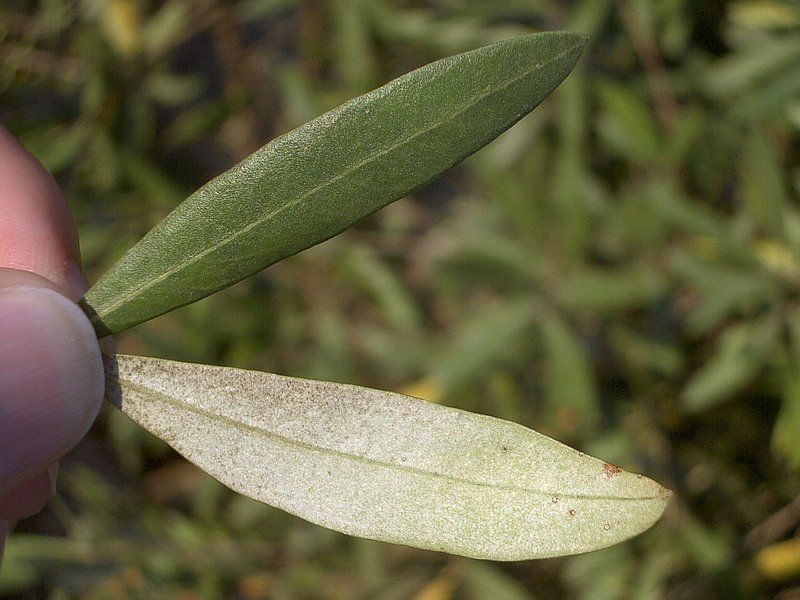
Оливкове дерево — типовий склерофіт Середземномор'я

Склерофіти або склерофіли (від дав.-гр. σκληρός — «scleros» — жорсткий, і φυτόν — «phyton» — рослина або φύλλον — «phyllon» — лист) — дводольні посухостійкі (ксерофільні) твердолисті рослини.
Жорсткість їхнього листя і стебел обумовлена сильним розвитком механічних тканин, внаслідок чого при водному дефіциті у них не спостерігається зовнішньої картини в'янення. З трав до склерофітів відносяться нетреба колюча з родини айстрових і миколайчики з родини зонтичних.
Є і дещо інше визначення склерофітів:
Склерофіти (від склеро… и грец. phyton — рослина) — посухостійкі рослини з жорстким листям, вкритим товстою кутикулою (сосна, ковила, типчак та ін.), що перешкоджає випаровуванню.
Суттєва відмінність полягає в тому, що Велика Радянська Енциклопедія відносить до склерофітів тільки дводольні рослини, тоді як Великий Енциклопедичний словник наводить як приклади склерофітів ковилу та типчак — однодольні рослини.